# Rudolf Cisarík
Rudolf Cisárik (6. června 1912 Turzovka, Rakousko-Uhersko – 25. září 1944 Čremošné, Slovensko) byl protifašistický bojovník a povoláním úředník.
Cisárik absolvoval jednoletý kurz v Čadci. Později byl pracovníkem okresního soudu v Užhorodě, v Sobrancích a ve Vranově nad Topľou. Roku 1944 vstoupil do ilegálního protifaštického odboje, po vypuknutí slovenského národního povstání příslušníků se přidal k oddílům v Nižné Šebestové, pak byl členem bojové skupiny Velitelství čs. četnictva na Slovensku. Padl v boji u Čremošného. Pohřben byl v Banské Bystrici.
Roku 1946 in memoriam vyznamenán Řádem SNP I. třídy .; Za chrabrost před nepřítelem